# Asthenolabus gracilis
Asthenolabus gracilis är en stekelart som beskrevs av Heinrich 1974. Asthenolabus gracilis ingår i släktet Asthenolabus och familjen brokparasitsteklar. Inga underarter finns listade.